# Циганов Володимир Васильович
Цигано́в Володи́мир Васи́льович (22 квітня 1975, м. Нова Каховка, Херсонська область, Україна — 23 липня 2024, смт. Нью-Йорк, Донецька область, Україна) — український військовослужбовець, солдат збройних сил України.

## Життєпис
Володимир Циганов народився 22 квітня 1975 року в місті Нова Каховка, Херсонської області України.
Закінчив Новокаховську школу №6 І-ІІІ ступенів (нині ліцей №6 Новокаховської міської ради). Потім вступив  і закінчив Професійне технічне училище № 16 (нині Новокаховське вище професійне училище) по спеціальністі зварювальник. Деякий час працював по отриманій спеціальності.
З червня 1993 року по жовтень 1994 року проходив строкову службу в рядах майже тільки створеної тоді Національної гвардії України. Після служби був зайнятий у сфері сільського господарства, також професійним виловом риби.

### Війна на сході України (з 2014 року)
Після окупації Криму та вторгнення на Донбас російських військ, отримав повістку в серпні 2014 року і одразу пішов у військкомат. Проходив навчання на полігоні Десна якості навідника-оператора БМП-1. Після чого його направили для доукомплектації в склад 30-тої окремої механізованої бригади, яка дислокувалась поблизу Мелітополя після важких боїв за Савур-Могилу. В цій бригаді Володимира було перепризначено як гранатометника на поширеній тоді зброї в ЗСУ АГС-17, хоча до цього гранатомет ніколи не використовував. Тому його підрозділ було направлено на тренування з гранатометом на полігон "Широкий Лан", де вони пройшли хорошу підготовку з цією зброєю і змогли пристрілятись. Після навчань, Володимира вже в складі 30-тої бригади направили в пункт дислокації поблизу міста Генічеськ. Там він прослужив ще кілька місяців, отримав відпустку (3 дні), після якої його підрозділ був направлений в зону бойових дій на Донбасі, а його призначили командиром взводу.
Першим бойовим завданням було зайти колонною в село Коммуна і звідти піти на 20 км вглиб Луганської області на допомогу 128-й бригаді, щоб допомогти їм вийти з оточення. Ця операція була частиною відомих тоді боїв за Дебальцево. Так він описує тодішні події:
"Ми такі красені, сіли на машини і поїхали на допомогу 128 бригаді, але по дорозі стояло два ворожих танка, які повністю нас розбили. Я зістрибнув зі своєї БМП-1, нас там десять чоловік було зверху і сховались в окопи. І в окопі молюсь, бо таке враження що попав у 41-й чи 42-й рік: все вибухає, все горить, всюди обстріли, багато техніки. Я поліз по окопам і знайшов пошкоджений розрахунок АГС-17 (стріляв лише одиночними гранатами). Таким чином міг відстрілюватись і захищати позицію майже два тижні, бо були теж в оточенні. Взагалі ні з ким не знайомились, тільки привіт-пока, бо ставали 200-ми або 300-ми..." (відредаговано зі слів Циганова В. В.)

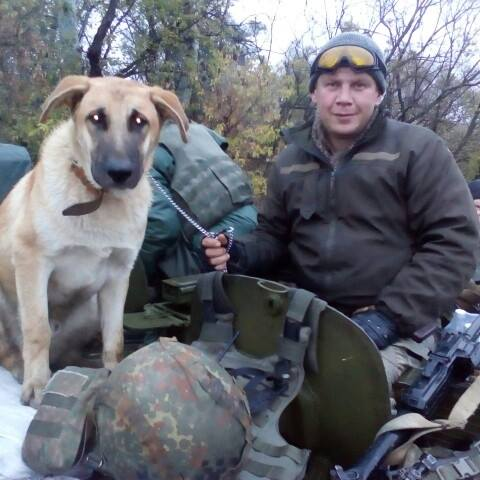
Циганов В.В. на БТР у 2016 році

З оточення залишки його колонни відходили лісами, викидали зброю. При відході, окрім захоплення гранатомету, ще «одноразками (РПГ)» знищив 6 ворожих танків. За участь у боях за Дебальцево отримав кілька нагород. 
Демобілізувався у вересні 2015 року і підписав контракт із ЗСУ, та був направлений після навчань у склад 28-ї бригади. Більшу частину бойового шляху з 2016 по 2017 рік захищав Україну від наступу росіян та сепаратистів в районі Світлодарської дуги. Там дослужився до звання молодший сержант ставши командиром відділення, проходив багато навчань, в тому числі й з інструкторами з країн НАТО. У грудні 2017 року через непорозуміння з військовим керівництвом та проблемами зі здоров'ям був вимушений покинути службу. Працював на різних роботах спочатку в Україні, а потім в Польші.

### Після повномасштабного вторгнення (з 2022 року)
Повномасштабне вторгнення росіян на територію України зустрів у Польші, де працював на заводі Whirlpool. Дуже переживав за свою Батьківщину і побратимів, спілкуючись по телефону з ними майже кожного дня. Проте коли його відділення, з якими він служив у 28-й бригаді, загинуло при звільненні Херсонщини, Володимир вже не міг стриматись і у березні 2024 року поїхав в Одесу. 
У місцевому РТЦК не змогли відновити його документи, так як його справу було знищено при відступі українських військ з Херсонщини. Тому Володимир прийняв ще раз присягу у 2024-му році і отримав звання солдат. Після навчань, де його також призначили гранатометником, його направили на доукомплектацію 53-ї бригади після важких боїв за Авдіївку. Першим місцем дислокування була Сумська область, де його підрозділ захищав від ймовірного наступу росіян в тому місці.
В середині липня небезпека масштабного штурму росіян у Сумську область трохи спала, але на Сході України тривали важкі бої, тому його підрозділ перевели на Донбас, на Торецький напрямок. Їхню позицію здали місцеві жителі, був сильний касетний обстріл майже одразу по приїзду на нове місце дислокування. При останньому спілкуванні, він був дуже засмучений кількістю загиблих побратимів свого підрозділу, забезпеченням і наче розумів що йде в останній бій. Загинув 23 липня 2024 року в смт. Нью-Йорк, похований на Лісовому кладовищі в м. Києві. З рідних залишилась лише дочка.

## Вшанування пам'яті
За свідченням його командира 53 бригади: 
"Батько ваш був гідним і хорошою людиною. І що саме головне, він був справжнім військовослужбовцем. Він робив свою роботу чесно і віддано. І ніколи з ним питань/проблем не було. Завжди був ініціативний і в усьому намагався хлопцям допомагати що знав, що умів сам" (з телефонної розмови доньки Циганова В.В.)